# 山本志保
山本 志保（やまもと しほ、1968年9月9日 - ）は、NHKのアナウンサー。

## 人物
1991年入局。津田塾大在学中『週刊朝日』の表紙（篠山紀信の「女子大生シリーズ」、1989年9月15日号）に登場したことがある。
鉄道好きで、担当している「山カフェ」では「休みの日に新幹線に乗りに行くことがある」と発言。「腰の傾き方などでどのあたりを走っているかわかる」とも話し、次の時間帯に放送されている「鉄旅・音旅 出発進行! 音で楽しむ鉄道旅」のパーソナリティ野月貴弘から「もはやそれは運転士並みの感覚」と絶賛され、2023年12月9日の放送では鉄道タレント響丈とともにゆかりのある香川県高松市を訪れ、当時を懐かしんでいた。
。

## 現在の出演番組
- はま☆キラ!（編集責任者）
- 横浜局アナウンスグループ統括

## 過去の出演番組

### 東京アナウンス室（1度目）時代（1995年度 - 1998年7月）
- ためしてガッテン（1995年4月 - 1997年3月）
- 鶴瓶の家族に乾杯（ナレーション、同上）

### 名古屋局（1度目）時代（1998年8月 - 2001年2月）
- ウイークエンド中部（1998年8月 - 1999年3月）
- おはよう東海（1999年4月 - 2001年2月）

### さいたま局時代（2001年3月 - 2004年3月）
- 新・男の食彩

### 東京アナウンス室（2度目）時代（2004年度 - 2009年度）
- 趣味の園芸（2002年4月 - 2004年3月）
- こんにちはいっと6けん（2004年4月 - 2006年3月 首都圏ニュース〔11:30〕）
- NHKニュース(正午)（2004年4月 - 2006年3月 関東ローカルニュース）
- 首都圏ネットワーク（2004年4月 - 2006年3月 17時台担当）
  - ※ 2005年8月8日〜12日は、與芝由三栄の夏季休暇の代理として18時台のキャスターを務めた。
  - ※ 2006年11月21日には、病気療養のため休養していた内藤裕子の代理としてキャスターを務めた。
- 見どころNHK（総合テレビ、金曜22:50〜23:00）
- NHK BSニュース
  - ※ 徹宵番の代理出演、正職員女性アナとしては当時唯一の出演であった。
- おしゃれ工房（司会）（2006年4月 - 2008年3月）
- ゆうどきネットワーク
  - 司会代行（2009年3月9日 - 13日）
  - レポーター（2009年4月 -、不定期）
- 首都圏ネットワーク（レポーター）（2009年4月 -、不定期）
- こんにちはいっと6けん（2009年4月 -、不定期）
- スタジオパークからこんにちは 火曜の司会担当（2009年12月15日 - 2010年3月）
  - 産休の武内陶子の後任。ほかの女性アナウンサー（岩槻里子、住吉美紀）と分担していた。

### ラジオセンター（1度目）時代（2010年度 - 2012年度）
- いとしのオールディーズ（司会）
- 世の中面白研究所（司会）
- スポーツジョッキー
- 話題と音楽
  - ※ 上記2番組は「NHKプロ野球」が早く終了するか、雨天中止になった場合に進行役を務めていた。

### 名古屋局（2度目）時代（2013年度 - 2018年度）
- 東海北陸フレッシュ便 さらさらサラダ（司会、2013年4月～2017年3月）[2]
- 東海ピックアップ（司会、2013年4月～2019年3月）

### ラジオセンター（2度目）時代（2019年度 - 2024年7月）
- ラジオ深夜便（ディレクター）
- 子ども科学電話相談（2019年4月 - 、不定期）- 司会
- らじるの時間（2019年4月 - ）
- 石丸謙二郎の山カフェ（2019年12月 - 2025年3月）
- 名曲ヒットパレード(2024年3月29日) - 黒崎めぐみ・池田達郎担当回に同期の中谷文彦、比留間亮司と共にサプライズ出演。[3]。

### 横浜局時代（2024年8月 - ）
- ひるまえ ほっと（神奈川県内の情報）

## 同期のアナウンサー
- 有働由美子
- 武内陶子
- 金澤利夫
- 兼清麻美
- 武田涼介
- 大野克郎
- 黒崎めぐみ
- 中谷文彦
- 若林則康
- 河島康一
- 池田達郎
- 山田貴幸
- 比留間亮司